# Paolo Gentiloni
Paolo Gentiloni Silveri (Roma, 22 de novembro de 1954) é um político italiano, membro do Partido Democrata e primeiro-ministro da Itália entre 12 de dezembro de 2016 e 1 de junho de 2018.
Gentiloni serviu também como Ministro dos Negócios Estrangeiros de 31 de outubro de 2014 até dezembro de 2016, quando o presidente Sergio Mattarella pediu para que ele formasse um novo governo. Anteriormente, também foi Ministro das Comunicações de 2006 a 2008, durante o segundo governo de Romano Prodi. No dia 24 de março de 2018 apresentou seu pedido de renúncia ao cargo de primeiro ministro da Itália, permanecendo em funções em carácter interino até a formação de um novo governo.
A partir de novembro de 2019 integra a Comissão von der Leyen.